# کهجوق
کهجوق یکی از روستاهای استان آذربایجان شرقی است که در دهستان سراجوی شمالی بخش مرکزی شهرستان مراغه واقع شده‌است.این روستا با واقع شدن در دامنه های کوه سهند و وجود غارهای دست ساز تودرتو موسوم به چهل غار در ضلع جنوب غربی آن و همچنین باغات زیبای درخت سیب اطراف مقصد گردشگران می باشد ، در کنار روستا  رودخانه فصلی زیبایی در جریان می باشد که برخی معتقدند زرتشت زاده و پرورده ی این روستا  بوده است . همچنین بیمارستان روستا که مجهز به بخش های زایمان، دندانپزشکی و...می باشد ، در حال خدمات رسانی به مردم روستا و روستاهای همجوار است.  